# Komposztcsiperke
A komposztcsiperke (Agaricus subperonatus) a csiperkefélék családjába tartozó, Európában és Észak-Amerikában honos, lomberdőkben, réteken található, ehető gombafaj.

## Megjelenése
A komposztcsiperke kalapja 6-15 cm széles, alakja fiatalon gömbölyű, majd domborúvá, idősen majdnem lapossá terül ki. Színe kezdetben barna, a növekedésével számtalan kis pikkelyre szakadozik szét, amely alól kilátszik fehéres alapszíne.  
Húsa fehér, sérülésre halványan vörösödik. Szaga kellemes gombaillatú, íze nem jellegzetes. 
Sűrű lemezei szabadon állnak. Színük fiatalon fehér, majd szürkés-rózsaszín, idősen sötétbarna.
Tönkje 6-12 cm magas, 1,5-3 cm vastag, Alakja vastag, erős, lent vékonyabb, esetleg gyökerező. Színe fehér vagy halványokker. Gallérja vastag, fehér, lelógó.
Spórapora sötétbarna. Spórája ellipszoid vagy tojásdad, sima, mérete 5,5-7,5 x 4,8-6 µm. 

### Hasonló fajok
A csoportos csiperke, az erdei csiperke vagy az ízletes csiperke hasonlít hozzá.

## Elterjedése és termőhelye
Európában és Észak-Amerikában honos. Magyarországon ritka.
Humuszban, avarban gazdag talajú lomberdőkben, kertekben, parkokban, trágyadombokon található meg. Októbertől decemberig terem.

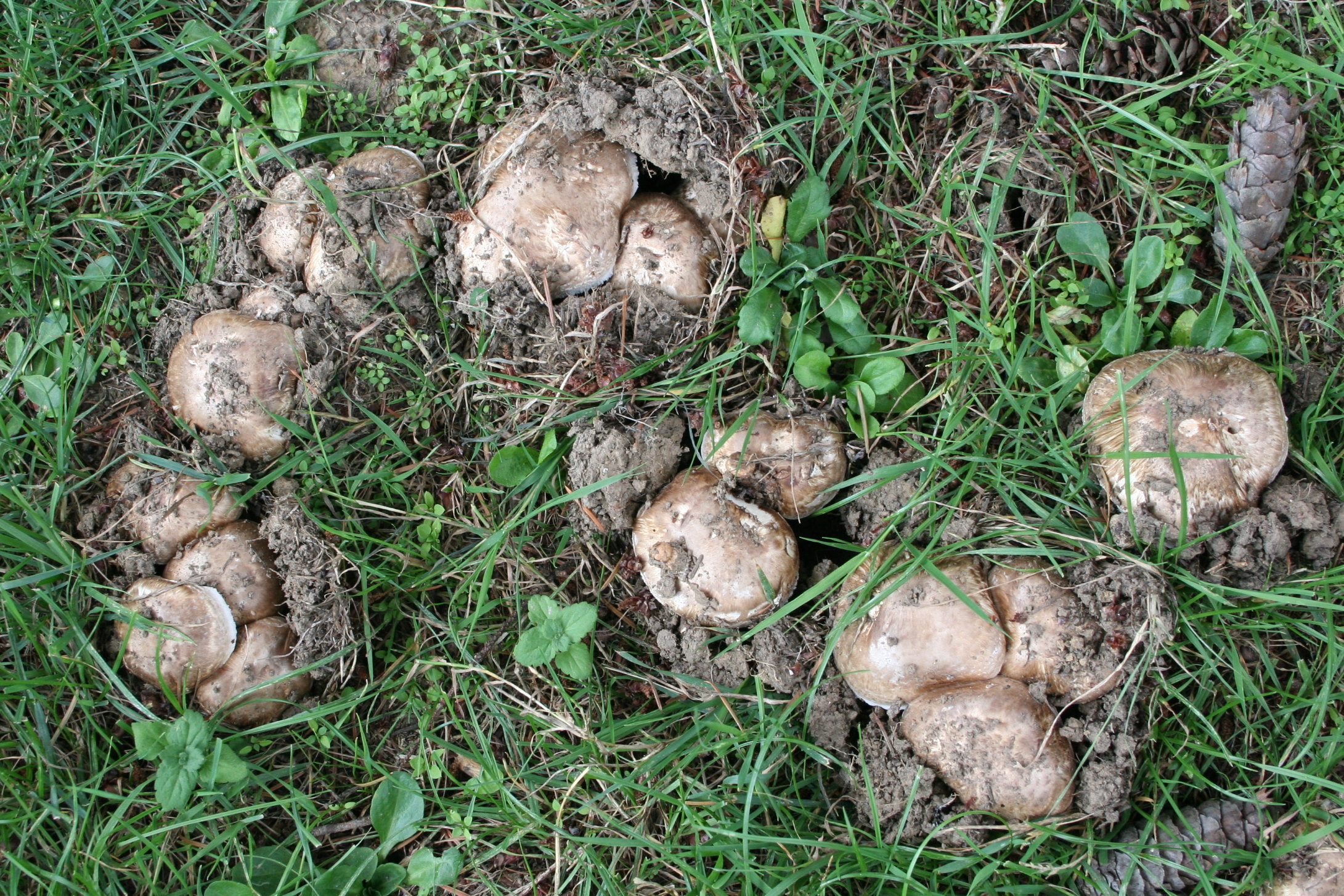
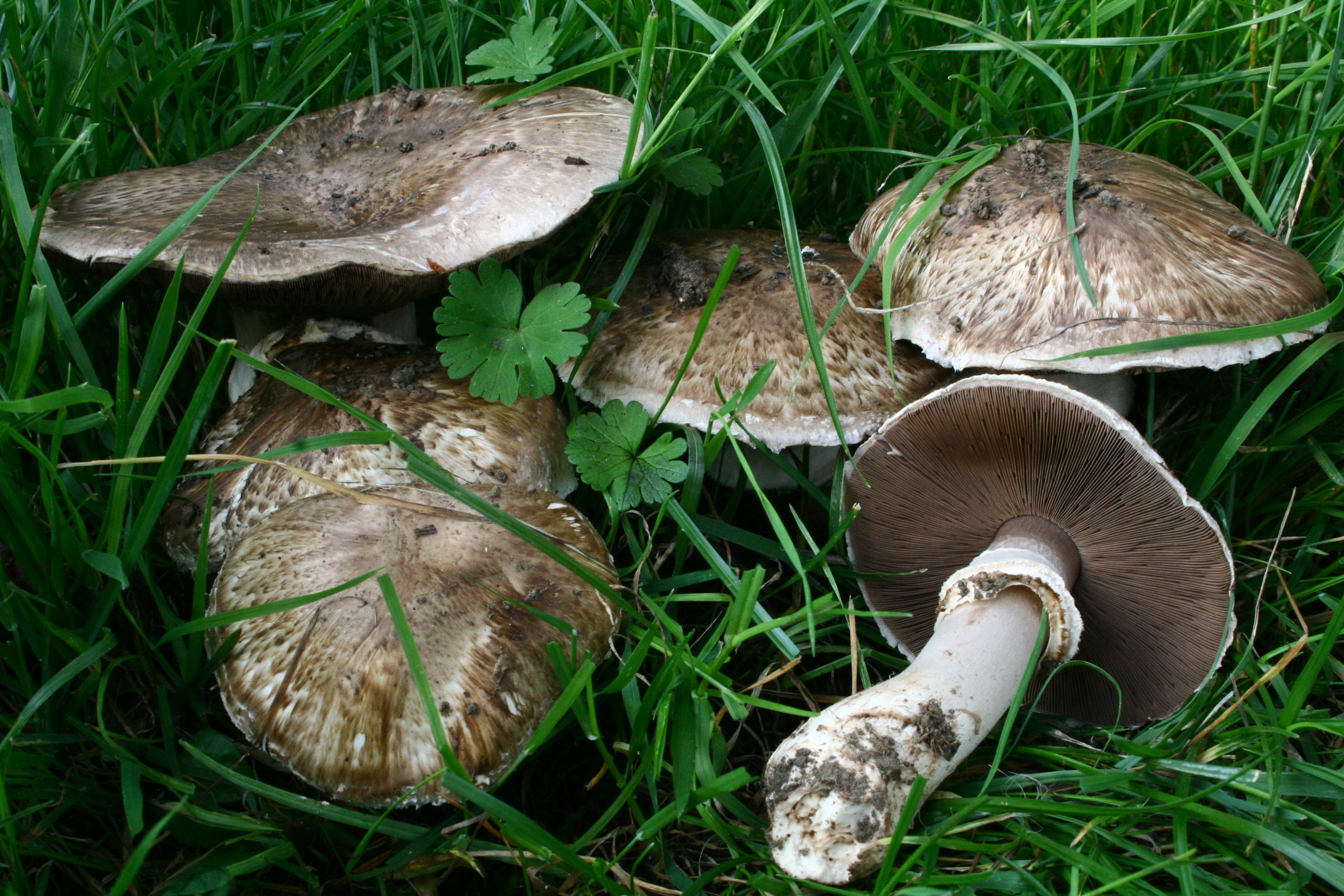
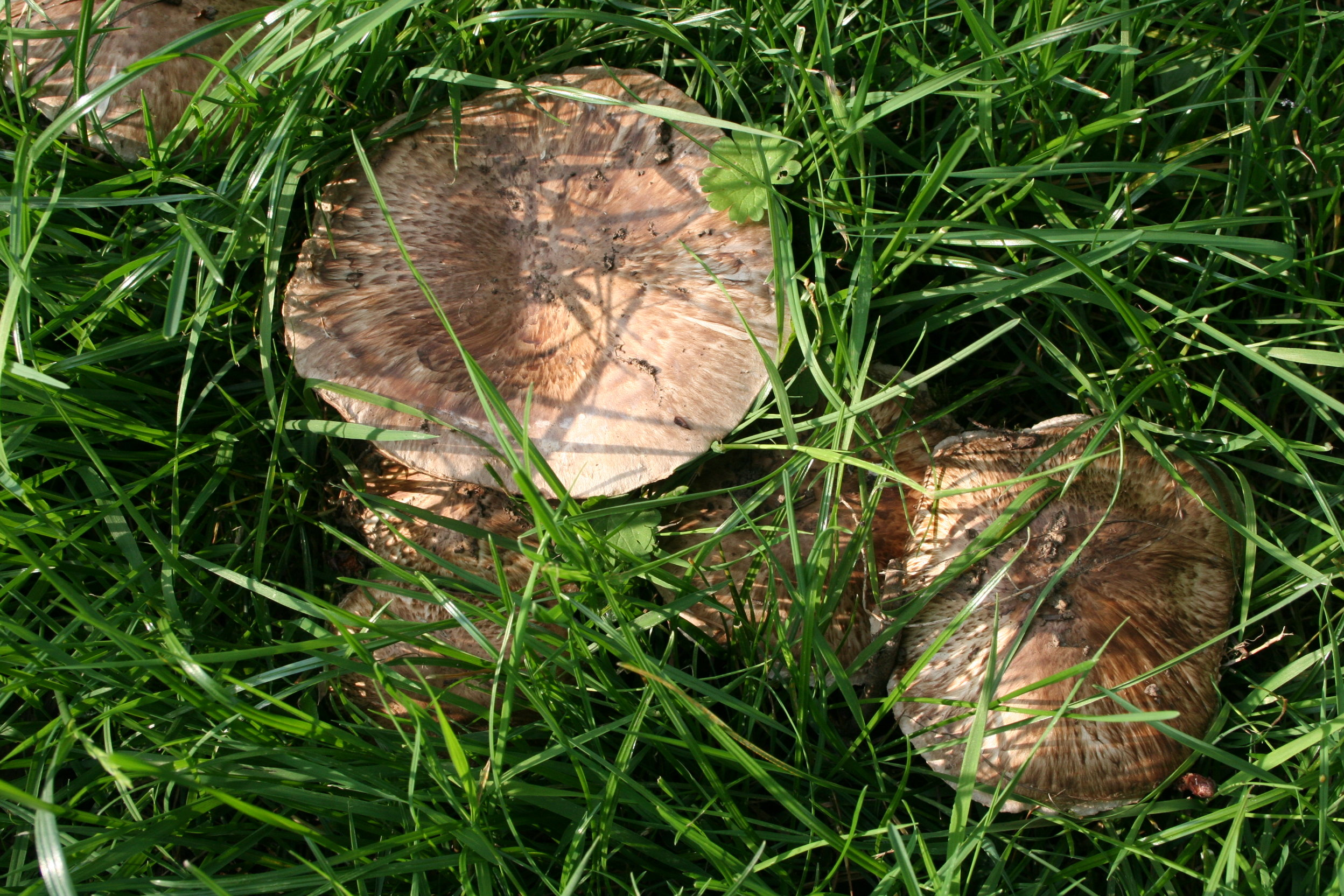
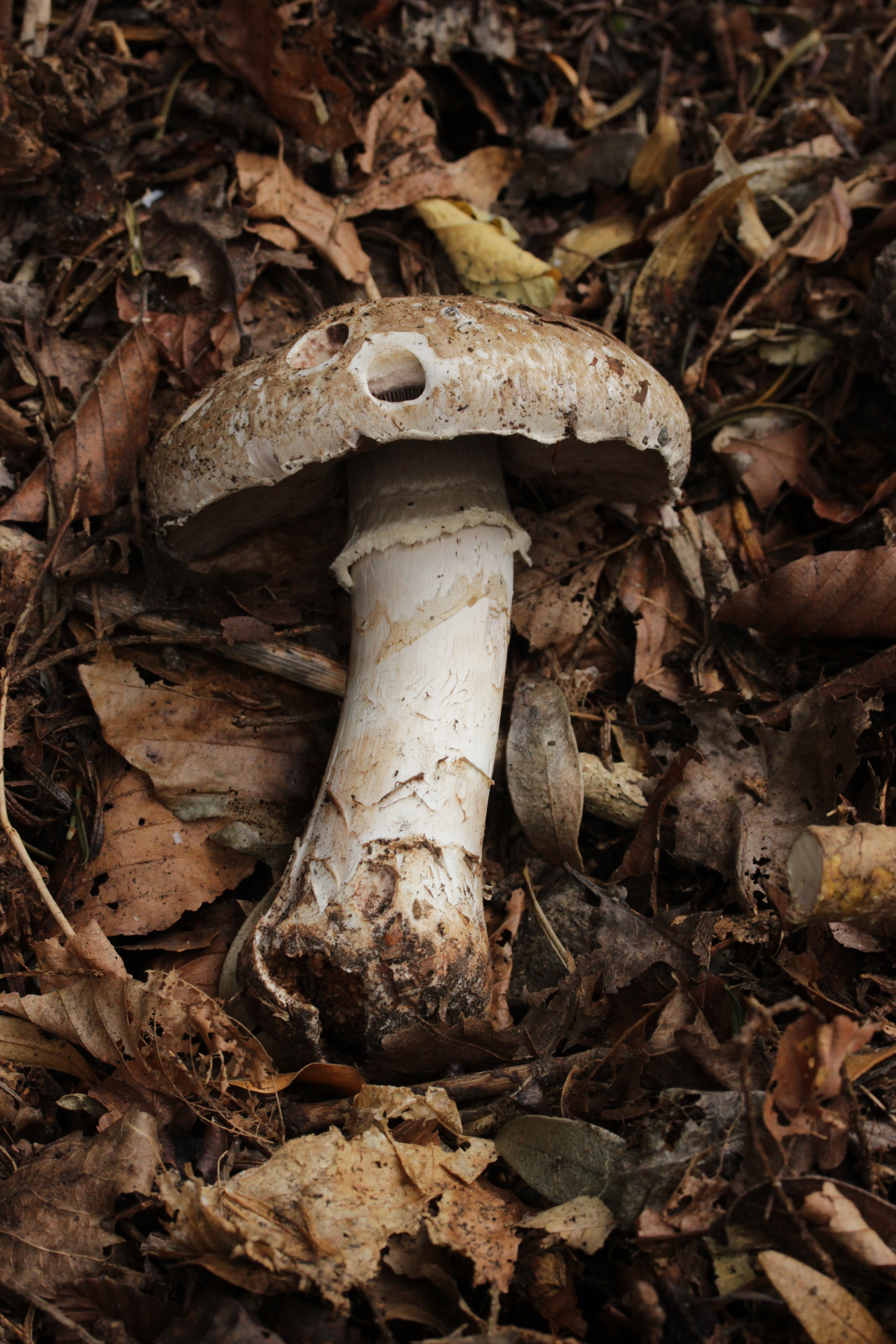

Ehető, de nem túl ízletes gomba.